# Юришич, Милан
Милан «Юре» Юришич (серб. Милан Јуре Јуришић, Milan Jurišić; 24 июля 1974, Белград — 2009, Мадрид) — сербский преступник, член Земунского мафиозного клана; подозревался в участии в соучастии в убийстве премьер-министра Сербии Зорана Джинджича.

## Биография

### Ранние годы
Родился 24 июля 1974 года в Белграде. С молодости в преступных кругах, один из сооснователей Земунского мафиозного клана. Полиция обвиняла его во многочисленных убийствах и отмывании денег.

### Дело об убийстве Зорана Джинджича
Юришича считают одним из соучастников убийства премьер-министра Сербии Зорана Джинджича, состоявшегося 12 марта 2003. В тот день Джинджич был застрелен снайпером прямо у входа в дом Правительства Сербии. Как позднее выяснила полиция, в подготовке убийства были задействованы не менее 12 человек. Непосредственным исполнителем был Звездан Йованович, подполковник сербского спецназа. Юришич же вёл один из автомобилей, из которого следил за зданием Правительства Сербии.
После покушения все сообщники разбежались, однако полиция вскоре поймала большинство из них. Юришич был в числе тех, кто сумел избежать поимки и скрыться от правосудия. К моменту вынесения приговора он всё ещё находился в международном розыске. 23 мая 2007 Белградский окружной суд заочно приговорил его к 30 годам лишения свободы за соучастие в убийстве Джинджича. 18 января 2008 приговор был ужесточён до 34 лет лишения свободы по совокупности ранее совершённых Юришичем преступлений.

### Исчезновение и гибель
Милана Юришича долгое время не могли найти: по сообщениям полиции, его видели в Хорватии, Черногории, Боснии и Герцеговине, Болгарии и Испании. Однако позднее полиция установила судьбу Юришича, которая оказалась незавидной: в 2009 году тот украл деньги у собственного клана и попытался скрыться с ними, однако члены группировки нашли Юришича, спрятавшегося в Мадриде, и забили его молотком до смерти. Непосредственным убийцей стал Лука Бойович, служивший в Сербской добровольческой гвардии в 1990-е и один из заинтересованных в убийстве Джинджича.
Однако руководство Земунского клана, несмотря на расправу над предателем, решило, что этого мало, а также попыталось скрыть следы преступления: Божович приказал разделать труп и провернуть его останки через мясорубку, а затем съесть это в назидание. Останки, которые не удалось использовать в качестве еды, решили сбросить в реку Мансанарес в Мадриде. Считается, что труп был распилен электропилой. Убийство было совершено с жестокостью, характерной для мафии, но при этом не характерной для испанских преступников.
В 2010 году в Хорватии был арестован Сретко Калинич, который был одним из соучастников убийства, и сознался в совершённом. По версии Калинича, Юришич был необузданным наркоманом, который вредил самому клану, и тот просто искал повод, чтобы избавиться от неугодного. В 2012 году полиция действительно нашла останки Юришича в Испании в водах реки Мансанарес. В Испании открыли уголовное дело по факту убийства с особой жестокостью. Было принято решение, что все иные правонарушения группировки Бойовича (эксплуатация проституток, торговля наркотиками и т.д.) будут рассматриваться в отдельном деле.
В 2014 году Милош Симович, ещё один член Земунского клана, выступил в суде Мадрида путём видеоконференции из Белграда и заявил, что Юришич пытался увести у Калинича жену и даже вступал с ней в интимные отношения, чего Калинич своему бывшему сообщнику не простил.